# Гаврильцево (Новосельский сельский округ)
Гаврильцево — деревня в Большесельском сельском поселении Большесельского района Ярославской области.
Деревня Гаврильцева указана на плане Генерального межевания Рыбинского уезда 1792 года.

## Население
По данным статистического сборника «Сельские населенные пункты Ярославской области на 1 января 2007 года», в деревне Гаврильцево проживает 47 человек .

## География
Деревня расположена в южной части сельского поселения, на юг от села Новое, на правом берегу малой реки Свинцовка, которая в районе Гаврильцево описывает двойную излучину. По восточной окраине от Гаврильцево проходит дорога от села Новое с севера на юг до деревни Ботвино, основная дорога в этой части сельского поселения. С северной стороны к Гаврильцево непосредственно примыкает Отестово. Между этими деревнями от основной дороги отходит короткое ответвление, которое по мосту переходит на левый берег Свинцовки, к стоящей там деревне Соснино. В южной части Гаврильцево основная дорога также переходит на левый берег Свинцовки к деревням Иванцево и далее Ботвино .